# Исерлия
Исерлия (на молдовски: Iserlia) е село, разположено в Бесарабски район, Молдова.

## Население
Населението на селото през 2004 година е 884 души, от тях:
- 364 – молдовци (41,17 %)
- 203 – българи (22,96 %)
- 128 – гагаузи (14,48 %)
- 87 – руснаци (9,84 %)
- 72 – украинци (8,14 %)
- 22 – цигани (2,48 %)
- 1 – поляк (0,11 %)
- 7 – други националности или неопределени (0,79 %)